# Hoerenjong (typografie)

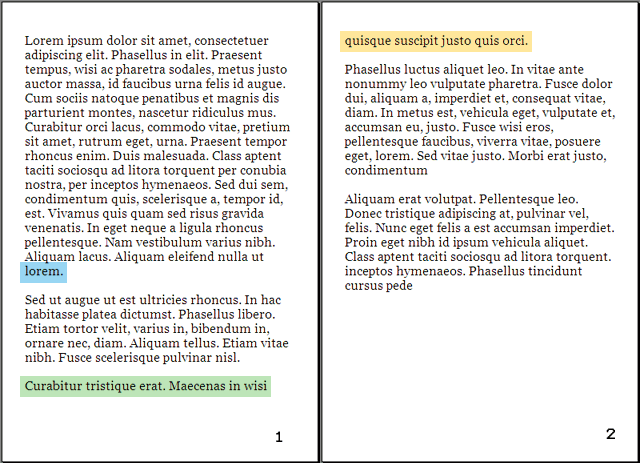
Voorbeeld van een hoerenjong in de typografie

Een hoerenjong is in de typografie de laatste regel van een alinea die bovenaan een pagina of kolom staat.  Aangezien de laatste regel van een alinea niet de gehele kolom- of paginabreedte in beslag neemt, oogt het niet mooi en een klassieke typografische conventie is dan ook om dit te voorkomen.
De Engelse term hiervoor is widow (weduwe). Deze term komt ook voor in het Nederlands, maar dit is een leenbetekenis, daar de traditionele naam hoerenjong, of eufemistisch H-jong is. 
Sommige tekstverwerkingsprogramma's hebben een weduwen- en wezenbescherming. Indien deze is ingeschakeld, wordt het verschijnsel voorkomen.